# Новоуральское
Новоура́льское — село в Павлоградском районе Омской области. Административный центр Новоуральского сельского поселения.

## История
Основано в 1908 году. В 1928 году состояло из 225 хозяйств, основное население — украинцы. В административном отношении село являлось центром Новоуральского сельсовета Уральского района Омского округа Сибирского края. В 1925—1929 годах — административный центр Уральского района.

## Население
| 1926 | 2010 |
| ---- | ---- |
| 1100 | ↘805 |

## Улицы
| - ул. Больничная, - ул. Восточная, - ул. Западная, - ул. Зелёная, - ул. Колхозная, | - ул. Комсомольская, - ул. Ленина, - ул. Молодёжная, - ул. Новая, - ул. Объездная, | - ул. Рабочая, - ул. Стадионная, - ул. Центральная, - ул. Школьная. |